# Teoria ludnościowa T.R. Malthusa
Uzasadnienie: Istnieje inny artykuł na ten sam temat, opisujący go szerzej i połączony z innymi wersjami językowymi.
Teoria ludnościowa T.R. Malthusa – wyraźny wzrost populacji w czasach Malthusa, szczególnie w Irlandii związany był ze wzrostem ilościowego spożycia tanich ziemniaków uprawianych na stosunkowo niewielkim areale, co w porównaniu z „ignorancją i nędzą ludzi, które ich skłaniają do ulegania swym instynktom, mimo braku innych perspektyw poza samym utrzymaniem się przy życiu, zachęcały w takim stopniu do małżeństwa, że liczba ludności znacznie przekroczyła możliwości gospodarki i zasobów kraju”. Malthus uważał, że liczba ludności ograniczana jest przez środki utrzymania, a ponadto rośnie w tempie geometrycznym, gdy przyrost żywności – w tempie najwyżej arytmetycznym. Różnica ta nie może być zniwelowana poprzez dobroczynność ani podobnego typu działalność.